# 何梦瑶
何夢瑤（1693年—1764年），字报之，號西池，晚號研农，广东西樵（今崇北大沙村）人，清朝政治人物、進士出身。
幼时多病，故留心医药，十歲能文，早年師從广东学使惠士奇，与劳孝舆、吳世忠、羅天尺、蘇珥、陳世和、陳海六、吳秋一等合稱“惠门八子”，通诗文、音律、算术、历法，尤精於醫學。雍正八年（1730年）進士及第，分發至广西，历任义宁、阳朔、岑溪、思恩等知县，思恩县疫病流行时，“广施方药”，活民甚眾。官至奉天辽阳州知州。乾隆十五年（1750年）以病辭歸，以行醫自給。出任广州粤秀书院山長。后任端溪书院山长凡九年。乾隆二十七年（1762年）再任越华书院山长。乾隆二十九年（1764年）卒，年七十二。著有《醫碥》、《傷寒論近言》等書。
何夢瑤對音律亦有研究，著有《賡和錄》兩卷。